# Bassem Nasr
Bassem Nasr, född 27 mars 1981 i Libanon, är en svensk politiker (miljöpartist). Han var riksdagsledamot (tjänstgörande ersättare) november 2022–april 2023 för Malmö kommuns valkrets.
Nasr kandiderade i riksdagsvalet 2022 och blev ersättare. Han var tjänstgörande ersättare i riksdagen för Rasmus Ling 7 november 2022–9 april 2023. I riksdagen var Nasr suppleant i EU-nämnden, konstitutionsutskottet och socialförsäkringsutskottet samt extra suppleant i justitieutskottet.